# Porto Rico ai Giochi della XIX Olimpiade
Porto Rico partecipò ai Giochi della XIX Olimpiade che si sono svolti a Città del Messico dal 12 al 27 ottobre 1968, con una delegazione di 58 atleti impegnati in 10 discipline. Portabandiera fu Jaime Frontera, membro della squadra di pallacanestro che giunse al quarto posto. Fu la sesta partecipazione di questo paese ai Giochi. Non fu conquistata nessuna medaglia.

## Risultati

### Pallacanestro
| Atleta | Classifica |
| --- | ---------- |
| V · D · M Nazionale portoricana - Pallacanestro ai Giochi della XIX Olimpiade 4 McCadney · 5 Hatton · 6 Porrata · 7 Cancel · 8 Adorno · 9 Zamot · 10 Dalmau · 11 Frontera · 12 Córdova · 13 Cruz · 14 Gutiérrez · 15 Ortiz · All. Lou Rossini | 9°         |
| Nazionale portoricana - Pallacanestro ai Giochi della XIX Olimpiade |            |
| 4 McCadney · 5 Hatton · 6 Porrata · 7 Cancel · 8 Adorno · 9 Zamot · 10 Dalmau · 11 Frontera · 12 Córdova · 13 Cruz · 14 Gutiérrez · 15 Ortiz · All. Lou Rossini                                                                               |            |